# هالدیا
هالدیا
شهر هالدیا (به انگلیسی: Haldia) با جمعیت ۲۴۸٫۰۷۲ نفر در ایالت بنگال غربی در کشور هند واقع شده‌است.